# Wasp-39
Wasp-39는 처녀자리에 위치한 항성이다. 2011년에 발견된 천체이다. 

## 설명
Wasp-39는 지구로부터 700광년 떨어진 곳에 위치하고 있으며 태양계의 유일한 항성인 태양과 똑같은 G형 주계열성인 항성이다. Wasp-39는 뜨거운 토성으로 분류되는 외계 행성인 Wasp-39b를 거느리고 있는 것으로 알려져 있는 항성이며 자신이 거느리고 있는 행성 중에 하나인 Wasp-39b와 함께 발견되었다. 태양과 비슷한 온도와 밝기를 가지고 있으며 현재까지는 이항성이 거느리고 있는 외계 행성들은 뜨거운 토성으로 분류되는 외계 행성인 Wasp-39b만 발견되었지만 이항성에 대한 연구가 더 진행되면 Wasp-39는 이외의 다른 외계 행성들도 거느리고 있는 것이 확인될 것으로 보인다.

## 같이 보기
- 항성
- 처녀자리
- G형 주계열성